# Patricia Kwende
 (juillet 2024).
La mise en forme du texte ne suit pas les recommandations de Wikipédia : il faut le « wikifier ».
Les points d'amélioration suivants sont les cas les plus fréquents. Le détail des points à revoir est peut-être précisé sur la page de discussion.
- Les titres sont pré-formatés par le logiciel. Ils ne sont ni en capitales, ni en gras.
- Le texte ne doit pas être écrit en capitales (les noms de famille non plus), ni en gras, ni en italique, ni en « petit »…
- Le gras n'est utilisé que pour surligner le titre de l'article dans l'introduction, une seule fois.
- L'italique est rarement utilisé : mots en langue étrangère, titres d'œuvres, noms de bateaux, etc.
- Les citations ne sont pas en italique mais en corps de texte normal. Elles sont entourées par des guillemets français : « et ».
- Les listes à puces sont à éviter, des paragraphes rédigés étant largement préférés. Les tableaux sont à réserver à la présentation de données structurées (résultats, etc.).
- Les appels de note de bas de page (petits chiffres en exposant, introduits par l'outil «  Source ») sont à placer entre la fin de phrase et le point final[comme ça].
- Les liens internes (vers d'autres articles de Wikipédia) sont à choisir avec parcimonie. Créez des liens vers des articles approfondissant le sujet. Les termes génériques sans rapport avec le sujet sont à éviter, ainsi que les répétitions de liens vers un même terme.
- Les liens externes sont à placer uniquement dans une section « Liens externes », à la fin de l'article. Ces liens sont à choisir avec parcimonie suivant les règles définies. Si un lien sert de source à l'article, son insertion dans le texte est à faire par les notes de bas de page.
- La présentation des références doit suivre les conventions bibliographiques. Il est recommandé d'utiliser les modèles {{Ouvrage}}, {{Chapitre}}, {{Article}}, {{Lien web}} et/ou {{Bibliographie}}. Le mode d'édition visuel peut mettre en forme automatiquement les références.
- Insérer une infobox (cadre d'informations à droite) n'est pas obligatoire pour parachever la mise en page.

Pour une aide détaillée, merci de consulter Aide:Wikification.
Si vous pensez que ces points ont été résolus, vous pouvez retirer ce bandeau et améliorer la mise en forme d'un autre article.
 (décembre 2021).
Patricia Kwende est une réalisatrice, scénariste, chef d'entreprise et écrivain camerounaise.

## Biographie

### Enfance et formation
Deuxième enfant du famille de six, Patrice fait une partie de ses études primaires à l'école publique de Bonamoussadi à Douala au Cameroun. Plus tard, elle obtient le baccalauréat en France et fait des formations et études de marketing et de communication.
Fascinée par les histoires que lui racontait sa grand-mère et par les contes qu’elle a pu lire et découvrir au cours de ses études, elle se lance dans l'écriture de nouvelles dont deux seront publiées dans Le Messager en 1993. Après une formation à l’écriture scénaristique en 2006, elle écrit un scénario de long métrage intitulé Massa cottam; scénario avec lequel elle participe à l’atelier Plumes et Pellicule de l’association Dreamago en Suisse.

### Carrière
Patrice est écrivaine, scénariste. En 2011, après avoir été lauréate du workshop dessins animés du festival international des scénaristes avec Mbembe, elle signe pour la mise en production de ce scénario de court-métrage d’animation.
Très vite en septembre 2013, assistée par le producteur Adou Khan, elle produit et réalise le film L’APPEL qui est sélectionné au Festival Panafricain de Cannes en 2014.
En 2019, elle lance sa maison de production appelée Delphy Production

## Filmographie

### Réalisation
- 2013 : Dans le doute [4]
- 2013 : Il revient de loin
- 2013 : L’appel [5]
- 2015 : Queen [6]
- 2016: Enfer c'est mon genre [7]

### Production
- Cameroon Everlasting

### Scénario
- 2006 : Massa cottam

## Prix et récompenses
Au fil des années, elle collectionne des distinctions au Cameroun et en France sans compter les nominations à plusieurs festivals.
Elle est lauréate du concours interne de l’association Sequences 7 avec Il revient de loin.
En 2006 elle est finaliste du concours international Writes movies aux Etats unis avec Massa cottam ; en 2011 elle est lauréate du Workshop Dessins animés du festival international des scénaristes avec Mbembe ; en 2014 elle est sélectionnée avec Dans le doute  pour le Short Film Corner au Festival de Cannes. Avec L’appel, elle est lauréate du Prix de la Diaspora au Festival Komane.